# Люпзінген
Люпзінген (нім. Lupsingen) — громада  в Швейцарії в кантоні Базель-Ланд, округ Лісталь.

## Географія
Громада розташована на відстані близько 60 км на північ від Берна, 6 км на південний захід від Лісталя.
Люпзінген має площу 3,1 км², з яких на 15,6% дозволяється будівництво (житлове та будівництво доріг), 40,4% використовуються в сільськогосподарських цілях, 43,9% зайнято лісами, 0% не є продуктивними (річки, льодовики або гори).

## Демографія
2019 року в громаді мешкало 1450 осіб (+6,8% порівняно з 2010 роком), іноземців було 11%. Густота населення становила 466 осіб/км².
За віковим діапазоном населення розподілялося таким чином: 22,2% — особи молодші 20 років, 54,1% — особи у віці 20—64 років, 23,7% — особи у віці 65 років та старші. Було 596 помешкань (у середньому 2,4 особи в помешканні).
Із загальної кількості 154 працюючих 12 було зайнятих в первинному секторі, 12 — в обробній промисловості, 130 — в галузі послуг.